# Lucy Aharish
Lucy Aharish (árabe: لوسي هريش, en hebreo: לוסי אהריש‎; 18 de septiembre de 1981) es una presentadora árabe e israelí de noticias y televisión y periodista. Aharish destaca por ser la primera presentadora de noticias árabe musulmán en la televisión israelí en hebreo.
Desde 2018, Aharish trabaja de presentadora en Reshet 13, y fue anteriormente presentadora de noticías de mañana en un programa de actualidad en su predecesor Channel 2, presentadora de la edición de tarde en i24news, presentadora y reportera en Canal 10, coanfitriona en Radio 99, así como coanfitriona en un programa de noche en el Canal 1.

## Primeros años y educación
Aharish nació en Dimona, Israel, en una familia árabe musulmana. Sus padres Maaruf y Salwa Aharish eran originalmente de la ciudad de Nazaret. Ella es la más joven de tres hijas. Mientras crecía era la única estudiante árabe en su escuela. El día del Purim se disfrazó de Reina Esther y el Día de la Independencia Israelí se vistió de azul y blanco, los colores de la bandera de Israel. Más tarde, en 2015, Aharish alabó la directora de su anterior instituto Meir Cohen (actualmente un miembro del Knesset con el partido Yesh Atid) por haber adoptado una actitud intransingente contra el racismo.
En el verano de 1987, unos cuantos meses antes de que cumpliera los seis años, fue herida levemente cuándo unos militantes palestinos tiraron un cóctel molotov en el coche de su familia, mientras viajaban en coche por la Franja de Gaza.
Durante su adolescencia, Aharish dice que creía en una política de derechas: "Soy una árabe que creció entre judíos de Marruecos. Aquello es lo peor. Aprendes los trucos duros; tienen una mecha muy corta. Era una musulmana de derechas, una seguidora de Beitar (un club de fútbol de Jerusalén con seguidores nacionalistas)." En 2009, se identificaba con la izquierda.
Cuando estudiaba en la universidad, se inclinó por ser una musulmana devota, aunque posteriormente se distanció de la vida religiosa. La idea de seguir una carrera en los medios de comunicación se desarrolló después de trasladarse a Jerusalén para estudiar teatro y ciencias sociales en la Universidad Hebrea. "En la Carretera N° 1 vi árabes siendo sacados de una furgoneta y obligados a ponerse de cara a la pared, con rifles apuntados hacia ellos. Yo sentía que ninguna persona merecía esto y entonces se me cayó la ficha. Pero también es imposible ignorar lo que están haciendo los palestinos." Después de graduarse de Universidad Hebrea de Jerusalém, estudió periodismo en la escuela Koteret en Tel Aviv y después hizo prácticas durante un año y un medio en una escuela en Alemania.

## Carrera
Al regresar de Alemania, Aharish se fue a vivir a Tel Aviv. Después de un período de dos semanas como reportera de asuntos árabes para Yedioth Ahronoth, en 2007, se convirtió en la primera árabe a presentar las noticias en televisión israelí en hebreo, cuando fue contratada por Canal 10. Después de dejar este trabajo en 2008, por diferencias profesionales, empezó a reportar noticias para el programa Erev Tov ("Buenas Tardes") en Canal 10 con Guy Pines y también co-presentaba un programa radiofónico con Emmanuel Rosen y Maya Ben Gal.
En 2011, Aharish presentó el programa de noche, Nivheret ha-Halomot ("La Selección de los Sueños") del Canal 1, así como Hamahadura ("La Edición"), un programa de actualidad para adolescentes.
El tiempo que Aharish trabajó en i24news fue un poco inestable, por ejemplo durante la Operación Acantilado Poderoso. Hizo una entrevista en directo con un oficial Hamás en Gaza, donde acusó a Hamás de utilizar civiles como escudos humanos y pidió a los residentes gazatíes que se rebelaran contra el régimen Hamás. Durante este mismo tiempo, el CEO del canal Frank Melloul fue grabado haciendo el Reto del Cubo de Hielo, cosa que hizo que la prensa francesa lo fustigara por su elección de momento de publicación. Aharish entrevistó al Presidente de Israel Shimon Peres en los estudios del canal i24News en Jaffa. Los segmentos de revisión de prensa semanales fueron proporcionados por el corresponsal de medios de comunicación Anthony Grant, un antiguo bloguero del The New York Times.
En abril de 2015, Aharish era una de las doce personalidades israelíes escogidas para encender las antorchas en el Día de la Independencia de Israel, el Yom Ha'atzmaut, en la ceremonia de encendido de las antorchas en Israel, en la Plaza del Monte Herzl, dando inicio a las celebraciones de Yom Ha'atzmaut, el Día de la Independencia de Israel.

## Vida personal
Aharish se casó con el actor judío-israelí Tsahi HaLevi en una ceremonia privada el 10 de octubre de 2018, después de cuatro años de relación secreta por miedo al acoso. Su matrimonio fue polémico públicamente, con Oren Hazan criticándolo por "asimilación", y muchos miembros Knesset, incluyendo otros funcionarios del gobierno, felicitando la pareja y desechando a sus colegas por "racistas".